# Símbolos de Irapuato
Los símbolos del Municipio de Irapuato son el escudo municipal y la bandera municipal, que representan solo a la entidad administrativa municipal.

## Escudo
El escudo del municipio está dividido en cuatro campos, en el primero se encuentran cuatro yelmos españoles y el escudo espiscopal de don Vasco de Quiroga. En el segundo cuadrante está un león alado que representa a San Marcos Evangelista con una K y una V que representa a Carlos V, el emperador, el tercer cuadrante inferior está una cerro que presenta el topónimo de Irapuato y el cuarto cuadrante inferior está dos manos con una hoz y la otra con un caduceo, En la parte superior está un sol. En parte inferior lleva un mote de Ad Augusta per Augusta.

### Historia
El escudo de la ciudad de la ciudad de Irapuato fue diseñado en el año de 1953 por el poeta guanajuatense Arturo D'Archiandi y Carreño, aceptado por.
El 29 de octubre de 2002, se aprobó la legalidad, protocolo y el uso oficial del escudo de armas del municipio de Irapuato, regresando el diseño original creado en 1953.

## Bandera
La bandera de Irapuato es un lienzo dividido en dos campos, uno en azul marino y otro en rojo con el escudo municipal al centro, es izada en eventos oficiales del municipio junto a la bandera de México y en algunas ocasiones con la bandera del estado de Guanajuato. La bandera es bicolor con las mismas proporciones de la bandera nacional.
| Evolución de la Bandera de Irapuato |                      |                                                             |
| Años                                | Bandera Municipal    | Información relevante                                       |
| 2010-                               | Bandera de Irapuato. | (4:7) Primer Bandera de la Ciudad. Adoptada en el año 2010. |